# George Pierce Doles

George Pierce Doles

George Pierce Doles (* 14. Mai 1830 in Milledgeville, Baldwin County, Georgia; † 2. Juni 1864 bei Bethesda Church, Virginia) war ein Geschäftsmann und Brigadegeneral der Konföderierten Staaten von Amerika im Sezessionskrieg.

## Leben
Doles wurde 1830 als Sohn von Josiah Doles, einem Schneider, und dessen Ehefrau Martha (geb. Pierce) geboren. Er besuchte die Schule an seinem Geburtsort, wurde zu einem hoffnungsvollen Geschäftsmann in Milledgeville und als junger Mann Captain der Baldwin Blues, der örtlichen Miliz.
Bei Ausbruch des Sezessionskrieges gingen Doles und die meisten Mitglieder der Baldwin Blues zur Armee der Konföderierten. Er wurde als Captain aufgenommen, dem 4. Georgia Infanterie-Regiment zugeteilt und bei Norfolk (Virginia) stationiert. Im Mai 1862 beförderte man Doles zum Colonel des Regiments, das er während der Peninsula-Campaign (März bis Juli 1862) von nun an als Teil der Nord-Virginia-Armee führte. Am 1. Juli 1862, bei der Schlacht am Malvern Hill, wurde er verwundet.
Im September desselben Jahres führte er wieder sein Regiment im Maryland-Feldzug als Teil von Ripleys Brigade in der Division von Generalleutnant Daniel Harvey Hill. Als Ripley bei der Schlacht von Antietam am 17. September 1862 tödlich verwundet wurde, übernahm Doles vorübergehend das Kommando über dessen Brigade, was ihm im November 1862 die Beförderung zum Brigadegeneral einbrachte. In der Folgezeit führte er seine Brigade erfolgreich u. a. in die Schlacht von Fredericksburg (Virginia), vom 11. bis 15. Dezember 1862 und in die Schlacht bei Chancellorsville (Virginia) von 1. bis 4. Mai 1862.
1863, während des Gettysburg-Feldzugs wurde Doles Brigade Teil von Rodes Division und am 1. Juli 1863, bei der Schlacht von Gettysburg, Pennsylvania, griff er im Norden von Gettysburg das XI. Korps der Unionsarmee an und konnte dieses zurückwerfen. 1864 kämpfte er mit seiner Brigade in der Schlacht in der Wilderness vom 5. bis 6. Mai und in der Schlacht bei Spotsylvania Court House vom 8. bis 21. Mai.
Während der Schlacht von Cold Harbor vom 31. Mai bis 12. Juni 1864 inspizierte Doles Anfang Juni die eingegrabenen Stellungen in der Nähe von Bethesda Church, als er von einem Scharfschützen der Unionstruppen erschossen wurde.